# 海豐下美鮨
海豐下美鮨，為輻鰭魚綱鱸形目鱸亞目鮨科的其中一種，分布於東大西洋區，從地中海至安哥拉南部海域，棲息深度可達90-220公尺，體長可達110公分，生活在沙泥底質、岩石底質海域，為底棲性魚類，屬肉食性，可做為食用魚。

## 擴展閱讀
維基物種上的相關：海豐下美鮨